# Kris Allen
Kristopher Neil "Kris" Allen, född 21 juni 1985 i Jacksonville i Arkansas, är en amerikansk musiker, sångare och låtskrivare, och vinnaren av den åttonde säsongen av American Idol.

## Diskografi
Studioalbum
- Brand New Shoes (2007)
- Kris Allen (2009)
- Thank You Camellia (2012)
- Horizons (2014)
- Letting You In (2016)
- Somethin' About Christmas (2016)

Samlingsalbum
- Season 8 Favorite Performances (2009)

EPs
- The Vision of Love (Remixes) (2012)
- Thank You Camellia (Fan Edition) (2012)
- Waiting for Christmas (2012)
- Acoustic Tapes (2016)
- Letting You In: Acoustic Performances (2017)

Singlar (urval)
- "No Boundaries" (2009)
- "Live Like We're Dying" (2009)
- "The Vision of Love" (2012)
- "Love Will Find You" (2016)